# Seconde bataille de Galveston
Guerre de Sécession
Batailles
Opérations du blocus de la côte du Texas
- 1re Sabine Pass
- Corpus Christi
- Galveston Harbor
- Galveston
- Phare de Galveston (en)
- 2e Sabine Pass

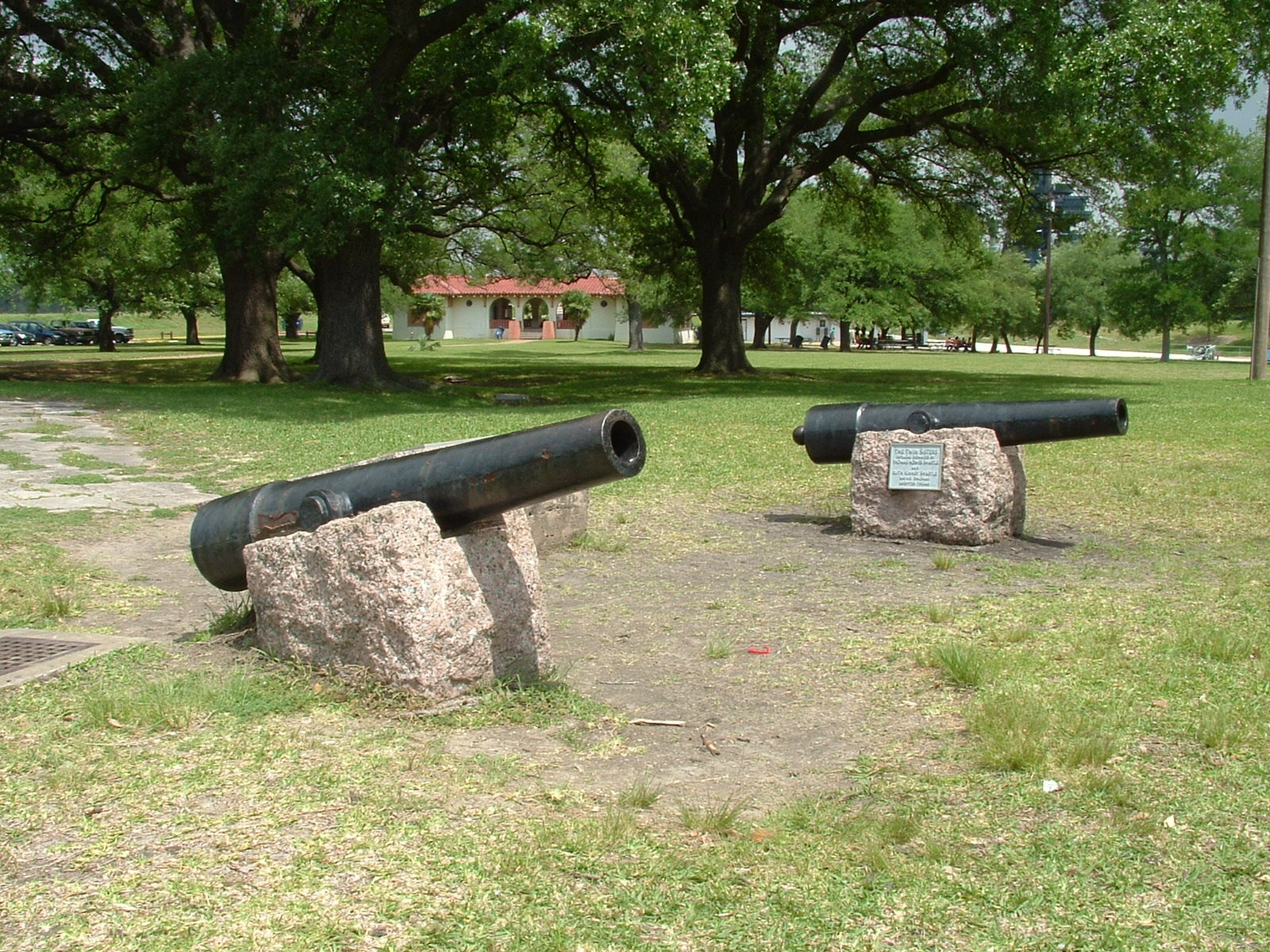
Répliques des « Twin Sisters », qui ont été utilisées en 1836 lors de la bataille de San Jacinto et en 1863 lors de la bataille de Galveston.

La seconde bataille de Galveston est une bataille navale et terrestre de la guerre de Sécession, qui se déroule lorsque les forces du major général confédéré John B. Magruder expulsent les forces de l'Union qui occupent la ville de Galveston, Texas le 1er janvier 1863.
Après la perte de la vedette Harriet Lane, le commandant de la flotte de l'Union William B. Renshaw fait exploser le navire échoué USS Westfield pour éviter qu'il ne tombe dans les mains ennemies. Les troupes de l'Union sur la rive pensent que la flotte se rend et déposent leurs armes.
La bataille est quelquefois appelée la seconde bataille de Galveston, alors que la bataille de Galveston Harbor (octobre 1862) est quelquefois la première bataille de Galveston.

## Bataille

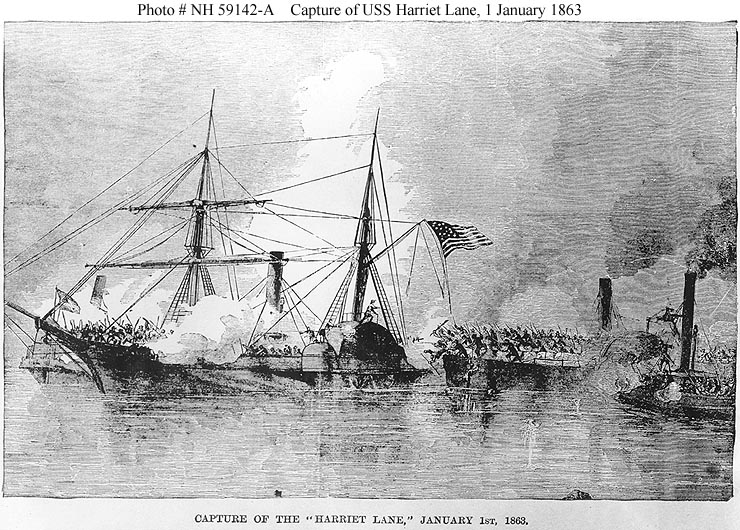
L'USS Harriet Lane est abordé et capturé par le navire confédéré CS Bayou City.

Deux cottonclads confédérés, le CS Bayou City et le CS Neptune, naviguent de Houston vers Galveston pour engager la flotte de l'Union à Galveston Harbor qui comprend l'USS Clifton, l'USS Harriet Lane, l'USS Westfield, l'USS Owasco, l'US Corypheus et l'USS Sachem. En infériorité numérique à deux contre six avec les navires de l'Union, le Neptune est sévèrement endommagé par la flotte de l'Union et finalement coule. Pendant que le Neptune est mis rapidement hors de combat, le Bayou City réussit à capturer l'USS Harriet Lane.
Pendant ce temps, l'USS Westfield s'échoue sur un banc de sable. Une trêve de trois heures est demandée par Magruder, mais le commandant de la flotte de l'Union William B. Renshaw, ignorant l'offre de négociation, tente de détruire le Westfield qui est échoué avec des explosifs plutôt qu'il ne tombe dans les mains ennemies.
Renshaw et plusieurs hommes de l'Union sont tués à la suite de l'explosion résultant de la mise à feu trop anticipée. Les troupes de l'Union sur les rives sont convaincues que leurs navires se rendent, et alors, déposent leurs armes. Le reste des navires fédéraux ne se rendent pas et réussissent à se retirer vers la Nouvelle Orléans qui est contrôlée par l'Union,.

## Conséquences
Le blocus de l'Union autour de la ville de Gavelston est brisé temporairement pendant quatre jours, et Gavelston reste le seul port majeur dans les mains confédérés à la fin de la guerre. Le congrès confédéré édicte sur la reprise réussie de Galveston :

« La conduite courageuse, intrépide et galante du major général J. Bankhead Magruder, du colonel Thomas Green, du commandant Leon Smith et des autres officiers, et des Texas Rangers et soldats engagés dans l'attaque, et la victoire acquise, les forces navales et terrestres à Gavelston, le 1er janvier 1863, ont grandement mérité les remerciements du congrès et du pays... Cette brillante prouesse, résultant, sous la Providence de dieu, dans la capture du bateau à vapeur de guerre Harriet Lane et de la défaite et de la fuite ignominieuse de la flotte ennemie, la reprise de la ville et la levée du blocus du port de Gavelston, montre que manifestement une force supérieure peut être vaincue par une préparation habile et un courage audacieux. »